# Vjačeslav Šestakov
Vladimir Pavlovič Šestakov (rusky Вячесла́в Па́влович Шестако́в; 20. října 1935 Hajsyn Vinnycké oblasti USSR – 20. dubna 2023, Tel Aviv, Izrael) byl ruský (sovětský) filozof, vysokoškolský profesor a držitel čestného titulu "Zasloužilý pracovník v kultuře".

## Vzdělání
V roce 1957 absolvoval filosofickou fakultu Moskevské státní univerzity. V roce 1963 obhájil práci kandidáta filozofických věd na téma Teorie estetické výchovy v předmarxovské filosofii («Теории эстетического воспитания в домарксисткой философии») a v roce 1974 doktorskou práci na téma Učení o harmonii v dějinách estetického myšlení («Учения о гармонии в истории эстетической мысли»).

## Dílo
Je autorem více než 70 monografií, podílel se také na tvorbě Filosofické encyklopedie. Věnuje se především estetice a filozofii lásky. Uspořádal výbor z děl ruských filozofů pod názvem Ruský Erós, filozofie lásky v Rusku (1991).
- Transformation of Eros. Philosophy of Love and European art. — Edwin Mellen Press, 1996.

Překlad této knihy do ruštiny
- Европейский эрос. Философия любви и европейское искусство. Moskva: Editorial URSS, 2020 ISBN 978-5-382-01970-3